# باشگاه فوتبال آنتیگوا گواتمالا
باشگاه فوتبال آنتیگوا گواتمالا یک تیم فوتبال حرفه‌ای گواتمالا است که در آنتیگوا گواتمالا مستقر است. آنها در لیگ ملی گواتمالا رقابت می‌کنند. بازی‌های خانگی خود را در ورزشگاه پنساتیوو برگزار می‌کنند. لقب آنها لوس پانزاس وردس (شکم‌سبزها) است که به آووکادوهای محلی کشت شده در شهر اشاره دارد و همانطور که با نوارهای سبز روی لباس تیم نشان داده شده است، به آنها اشاره دارد.